# Джандуя
Джандуя (на италиански: Gianduia, gianduja; на пиемонтски: giandoja), е традиционна торинска шоколадова смес, приготвена от какао и лешници.
Тя се произвежда както в нормален, така и в млечен вариант. Може да съдържа и други ядки като бадеми. Твърда по текстура, Джандуя наподобява обикновен шоколад с изключение на това, че е забележимо по-мека поради наличието на лешниково масло.

## История
Създаването на Джандуя се приписва на торинските сладкари през 1806 г., които заменят част от вече оскъпеното какао с по-евтиния сорт лешник – кръгъл благороден лешник от Ланге. Икономическата блокада, наредена от Наполеон I за продуктите на британската индустрията и нейните колонии, т. нар. Континентална блокада, която е в сила до 1813 г., затруднява намирането на какао.
През 1852 г. майсторът на шоколад Микеле Проше (Michele Prochet) в партньорство с италианската компания – производител на сладкарски изделия Кафарел подобрява сместа, като препича лешниците и ги смила на ситно. Според предаденото от умел „ход с лъжица“ с тази смес се ражда шоколадовият бонбон джандуйото с характерната му форма на обърната лодка, който ще бъде представен по повод карнавала през 1865 г. от популярната торинска маска Джандуя (оттук и името на сместа) като първият опакован бонбон.
В допълнение към приготвянето на джандуйоти шоколадът Джандуя може да се вкуси и на блокчета, в чаши, като крем за намазване (известен негов вариант е Нутела) и като пълнеж за други сладкарски изделия. През годините всички големи майстори на шоколад от Торино – Де Костер, Домори, Барати и Милано, Кафарел, Гобино, Перниготи, Пейрано, Гуидо Кастаня, Г. Пфатиш, Стрелио, Страта, Венки и Фелети дозират простите съставки в много собствени формули.